# Gare de Sainte-Colombe
Gare de Sainte-Colombe vasútállomás Franciaországban, Sainte-Colombe településen.

## Vasútvonalak
Az állomást az alábbi vasútvonalak érintik:
- Frasne–Les Verrières-vasútvonal

## Kapcsolódó állomások
A vasútállomáshoz az alábbi állomások vannak a legközelebb:
- Granges-Narboz (Frasne–Les Verrières-vasútvonal)
- Gare de La Rivière (Frasne–Les Verrières-vasútvonal)